# Ла Турретт, Марк Антуан Луи Кларе де
Марк Антуан Луи Кларе де Ла Турретт (фр. Marc Antoine Louis Claret de La Tourrette; 11 августа 1729 года — 1 октября 1793 года) — французский ботаник. Переписывался с Руссо. Как ботаник-систематик известен под сокращением Latourr..
Корреспондент Парижской академии наук (1772).

## Биография
Родился и умер в Лионе. В 1770 году опубликовал книгу Voyage au mont Pilat dans la province du Lyonnais, contenant des observations sur l’histoire naturelle de cette montagne, в которой привел естественную историю массива Пилат, а также список произрастающих там растений.
Его отец Жак Аннибал Кларе де ла Туретт (1692—1776) входил в магистрат Лиона. Людовик XV сделал его дворянином. Брат Шарль был мореплавателем и адмиралом.

## Работы
- Voyage au mont Pilat dans la province du Lyonnais, contenant des observations sur l’histoire naturelle de cette montagne, & des lieux circonvoisins; suivi du catalogue raisonné des plantes qui y croissent. (Regnault, Авиньон, 1770).
- Démonstrations élémentaires de botanique. (Chez Jean-Marie Bruyset, Лион, 1773).